# Vipio intermedius
Vipio intermedius är en stekelart som beskrevs av Szepligeti 1896. Vipio intermedius ingår i släktet Vipio och familjen bracksteklar.

## Underarter
Arten delas in i följande underarter:
- V. i. szepligetii
- V. i. aegyptiacus